# Крекінг-установка у Йоккаїті (Mitsubishi)
Крекінг-установка у Йоккаїті (Mitsubishi) – колишнє нафтохімічне виробництво компаній Mitsubishi у портовому місті Йоккаїті на острові Хонсю (узбережжя затоки Ісе).
У 1959 році концерн Mitsubishi запустив у Йоккаїті першу установку парового крекінгу, призначену для виробництва 22 тисяч тонн етилену на рік. А в 1968-му став до ладу значно потужніший об'єкт, який станом на кінець 1990-х міг продукувати 270 тисяч тонн зазначеного олефіну. При цьому як сировину для піролізу використовували газовий бензин.
В 2001-му у межах оптимізації виробничих потужностей концерну установку в Йоккаїті закрили. Так само припинив роботу завод оксиду етилену та етиленгліколю (90 і 86 тисяч тонн відповідно), а от лінія поліпропілену потужністю 80 тисяч тонн продовжила роботу, отримуючи сировину від розташованої там же у Йоккаїті піролізної установки компанії Tosoh або імпортуючи її.